# 自明測度
数学の特に測度論の分野において、任意の可測空間 (X, Σ) 上の自明測度（じめいそくど、英: trivial measure）とは、すべての可測集合に対してゼロ測度となる測度 μ のことを言う。すなわち、μ(A) = 0 を Σ 内のすべての A に対して満たすようなもののことを言う。

## 自明測度の性質
μ を、ある可測空間 (X, Σ) 上の自明測度とする。
- ある測度 ν が自明測度 μ であるための必要十分条件は、ν(X) = 0 が成立することである。
- μ は、任意の可測関数 f : X → X に対して不変測度（したがって準不変測度（英語版））である。

X をある位相空間とし、Σ を X 上のボレル σ-代数とする。
- μ は明らかに正則測度であるための条件を満たす。
- μ は　(X, Σ) にかかわらず狭義正測度となることはない。なぜならば、すべての可測集合が測度ゼロを持つことになるためである。
- μ(X) = 0 であるため、μ は常に有限測度であり、したがって、局所有限測度である。
- X がボレル σ-代数を伴うハウスドルフ位相空間であるなら、μ は明らかに緊密測度（英語版）であるための条件を満たす。したがって μ はラドン測度でもある。実際、それは X 上のすべての非負なラドン測度の尖状錐の頂点である。
- X がボレル σ-代数を伴う無限次元バナッハ空間であるなら、μ は局所有限かつすべての X の平行移動の下で不変な、ただ一つの (X, Σ) 上の測度である。記事無限次元ルベーグ測度（英語版）を参照されたい。
- X が通常の σ-代数と n-次元ルベーグ測度 λn を伴う n-次元ユークリッド空間 Rn であるなら、μ は λn に関する特異測度である。すなわち、Rn を単純に A = Rn \ {0} と B = {0} に分解し、μ(A) = λn(B) = 0 が分かる。